# El héroe de la nieves (Cui)

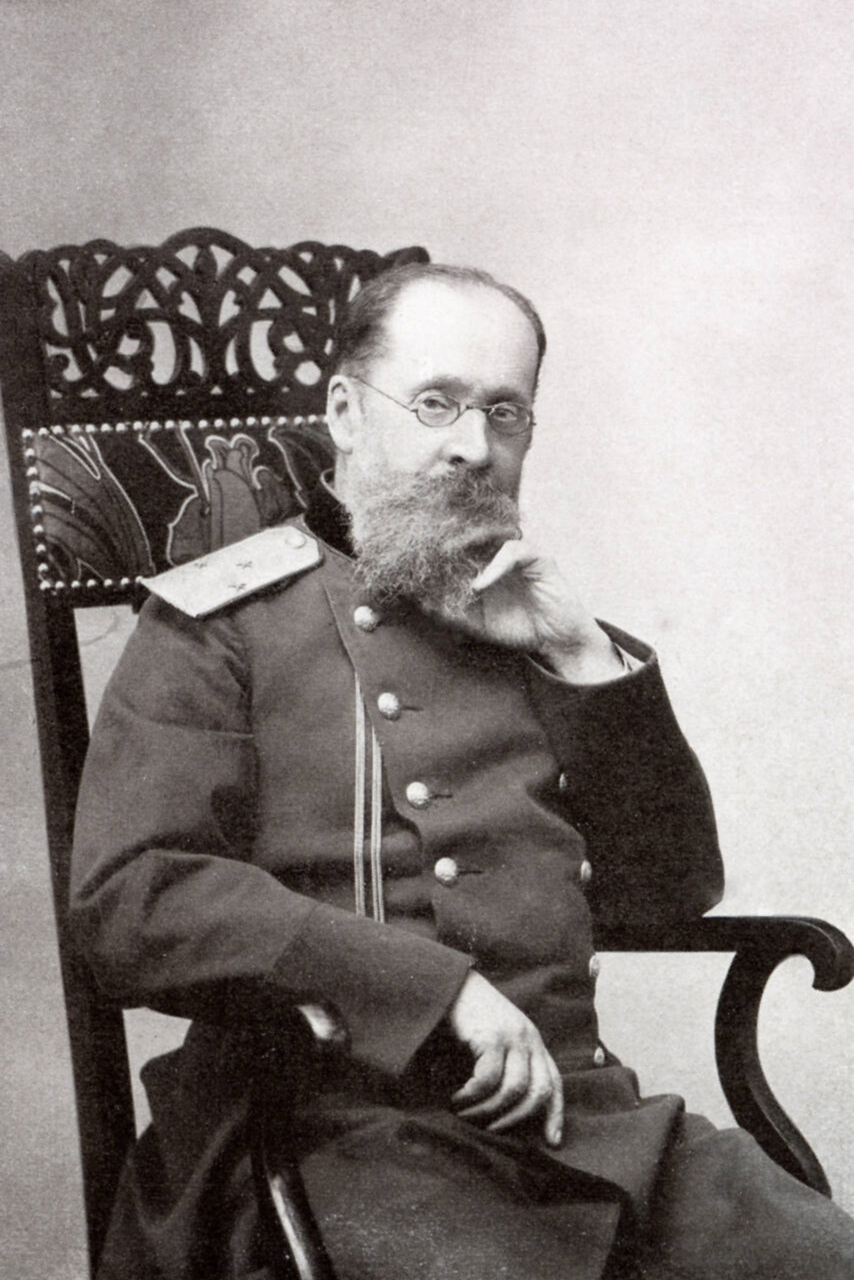
Compositor César Cui

El héroe de las nieves (Снежный богатырь en cirílico; Snezhny bogatyr en alfabeto latino) es una ópera de cuento de hadas en un acto y dos escenas compuesta por César Cui en 1905. El libreto fue escrito por la profesora Marina Stanislavovna Pol, utilizando cuentos de hadas rusos.
El título también puede traducirse como El caballero de las nieves, pero esta versión no transmite del todo la noción de un bogatyr eb idioma ruso.
Al igual que otras óperas infantiles del compositor, esta obra estaba destinada a que los niños la interpretaran y la vieran.

## Historia de la obra
La ópera fue estrenada el 15 de mayo de 1906 (Estilo Antiguo), en Yalta, por los alumnos de la escuela de la Sra. Pol', que acompañaron la actuación al piano. Fue representada también el 4 de marzo de 1908 en San Petersburgo, por estudiantes de ópera del Conservatorio de San Petersburgo.
Al igual que otra de las óperas infantiles del compositor, El Gato con Botas, esta ópera parece haber tenido cierta permanencia, o al menos potencial, en la época soviética, a juzgar por el hecho de que fue reeditada en 1953, con un nuevo libreto desprovisto de alusiones zaristas.

## Personajes y escenario
(Personajes enumerados en la edición original)
- Zarina: soprano
- Ivan Tsarevich (El héroe de las nieves): mezzosoprano bajo
- El Dragón Gorynych: alto o bajo (preferiblemente bajo)
- 11 Príncipe-Cisnes: coro de niños
- Enfermeras y madres: coro infantil

Escenario: Tiempos de cuento de hadas. Un cierto reino, un cierto dominio.

## Sinopsis
(Como en la edición original)
Cuadro 1. Un patio. Las princesas cisnes cantan y bailan. Mientras disfrutan de una pelea de bolas de nieve, sin darse cuenta golpean a su madre, la zarina, en los ojos. Ella desea temerariamente no sólo tener un hijo, sino también que un torbellino se lleve a sus once hijas desobedientes. De repente se desata una tormenta de nieve y las princesas cisnes son arrastradas. Pero de la tormenta de nieve aparece el hijo que la zarina deseaba: el héroe de las nieves. Él le promete que encontrará a sus nuevas hermanas.
Cuadro 2. Un bosque. Las princesas están alojadas en una choza de campesinos que se levanta sobre patas de gallina (ver Baba Yagá). Después de tres intentos, Snow Bogatyr finalmente derrota a un Dragón de tres cabezas para rescatar a sus nuevas hermanas. Todos se unen al baile circular de apertura mientras el héroe de las nieves los insta a regresar a casa.